# Limnephilus alagnaki
Limnephilus alagnaki är en nattsländeart som beskrevs av Ruiter 1995. Limnephilus alagnaki ingår i släktet Limnephilus och familjen husmasknattsländor. Inga underarter finns listade i Catalogue of Life.